# Aldo Ossola
Aldo Ossola (ur. 13 marca 1945 w Varese) – włoski koszykarz, występujący na pozycji rozgrywającego.
Jego starszy brat, Luigi Ossola, grał profesjonalnie w piłkę nożną, we włoskiej ekstraklasie.

## Osiągnięcia
Drużynowe
- Zdobywca pucharu[1]:
  - Europy Mistrzów Krajowych (obecnie Euroliga – 1970, 1972, 1973, 1975, 1976)
  - Interkontynentalnego FIBA (1970, 1973)
  - Saporty (1980)
  - Włoch (1969–1971, 1973)
- 7-krotny mistrz Włoch (1969–1971, 1973, 1974, 1977, 1978)[1]
- 4-krotny wicemistrz Włoch (1965, 1972, 1975, 1976)
- 2. miejsce w pucharze:
  - Włoch (1972)
  - Europy Mistrzów Krajowych (1971, 1974, 1977–1979)

Indywidualne
- Zaliczony do:
  - 50 Największych Osobowości w historii Euroligi (2008)[2]
  - Włoskiej Galerii Sław Koszykówki (2008)[1]

Reprezentacja
- Wicemistrz igrzysk śródziemnomorskich (1967)
- Brązowy medalista mistrzostw Europy U–18 (1964)
- Uczestnik mistrzostw Europy (1969 – 6. miejsce)